# Oberösterreichische Nachrichten
L'Oberösterreichische Nachrichten (pronuncia tedesca: oːbɐˌʔøːstəʀaɪ̯çɪʃə ˈnaːχʀɪçtən, in IPA), in sigla OÖN, è un quotidiano regionale austriaco con sede a Linz. Viene stampato in formato berlinese.

## Storia
Il giornale fu fondato l'11 giugno 1945 dalla potenza occupante americana, ma divenne indipendente quattro mesi dopo, l'8 ottobre 1945. Di sei soci, il successivo presidente del Consiglio nazionale Alfred Maleta emerse come unico proprietario. Il 1 ° gennaio 1954, il giornale si fuse con il Tagespost, che era stato pubblicato dal 1865. I discendenti dell'ex famiglia di stampatori Linz Wimmer detenevano il 74% della società poi formata (distribuivano anche la posta giornaliera), Alfred Maleta deteneva il 26%, che vendette nel 1986. Da allora Rudolf Andreas Cuturi, discendente del fondatore dell'azienda Josef Wimmer, guida il giornale come editore. Il redattore capo dell'OÖN è Susanne Dickstein.

## Politica editoriale
La linea editoriale dell'OON: